# تاوندورب أوستزان
تاوندورب أوستزان هي ضاحية من ضواحي شمال أمستردام بمقاطعة شمال هولندا بهولندا. وسميت تاون دورب أوستزان على اسم البلدية المجاورة لها أوستزان وزانستاد. على أية حال فإنها ليست جزءاً من قرية أوستزان. وتحوي حوالي 142 شارعاً.

## أهم الأحداث
- تم قصفها عام 1940م
- اجتاح وباء الملاريا الضاحية عام 1946م، وأصيب به 4500 شخص من بينهم 1000 طفل.
- كسر سد مياه الضاحية وغمرتها المياه عام 1960م، وتم تشريد 15.000 مواطن من منزله.